# Središče ob Dravi
Središče ob Dravi est une commune située dans la région historique de la Basse-Styrie au sud de la Slovénie. La commune est créée en 2006 au départ d’une partie du territoire de la commune voisine d'Ormož.

## Géographie
La commune est située dans la région de la Basse-Styrie au nord-est de la Slovénie. Elle est localisée le long de la rivière Drave près de la frontière avec la Croatie. La zone est située dans la partie orientale de la région vallonnée du Slovenske Gorice.

### Village
Les localités qui composent la commune sont Godeninci, Grabe, Obrež, Središče ob Dravi et Šalovci.

## Démographie
Avant 2007 la population était reprise dans les statistiques de la commune d'Ormož. Depuis 2007, la population de la nouvelle commune a légèrement décru pour tomber sous les 2 000 habitants,.
Évolution démographique
| 2007  | 2008  | 2009  | 2010  | 2011  | 2012  | 2013  | 2014  | 2015  |
| ----- | ----- | ----- | ----- | ----- | ----- | ----- | ----- | ----- |
| 2 300 | 2 189 | 2 142 | 2 146 | 2 130 | 2 135 | 2 110 | 2 059 | 2 039 |
| 2016  | 2017  | 2018  | 2019  | 2020  | 2021  |       |       |       |
| 2 042 | 2 019 | 1 977 | 1 957 | 1 902 | 1 919 |       |       |       |